# Георгій Абашидзе
Георгій VI (Георгій Малакія Абашидзе) (груз. გიორგი-მალაქია აბაშიძე, ?— 15 жовтня 1722) — князь Абашидзе (1684–1722), цар Імереті (1702–1707)), син князя Паати Абашидзе (пом. 1658).

## Життєпис
1684 року після смерті свого старшого брата Паати Малакія Абашидзе, який раніше ченцем, узяв ім'я Георгій та успадкував Аргветі (родинні землі князів Абашидзе). Георгій одружився з колишньою дружиною гуріського князя Георгія Гурієлі. 1690 року Георгій Абашидзе відмовився визнавати імеретінським царем Арчіла.
1696 року князі Георгій Абашидзе і Георгій Ліпартіані посадили на царський престол в Імеретії самозванця Георгія V Гочашвілі, проголосивши його родичем царської династії. Георгій Абашидзе одружив царя Георгія зі своєю дочкою Тамарою. У 1696–1698 роках від імені царя Георгія V в Імеретії правив його тесть Георгій Абашидзе.
1698 року Георгій Абашидзе разом з іншими вельможами усунув від престолу Георгія Гочашвілі та покликав до Імереті Арчіла.
Наступного року ахалциський паша Селім з турецьким військом вступив до Імереті та посадив на престол Симона, старшого сина царя Олександра IV. Симон уклав родинний союз з Георгієм Абашидзе. Такий союз лише зміцнив становище Абашидзе в Імеретії. Невдовзі між царицею Тамарою й Симоном почалась ворожнеча. Симон був змушений тікати з Кутаїсі до Картлі. В Імереті почали правити Георгій Абашидзе та його дочка Тамара.
1701 року гурійський князь Мамія вирішив посадити на царський престол Симона. Він змусив Симона розлучитись з Анікою, дочкою Абашидзе, й одружитись зі своєю сестрою. Невдовзі Мамія пристав на пропозицію вбити Симона та самому зайняти царський престол. Абашидзе та Ліпартіані надіслали убивць до табору царя Симона, якого й було застрелено з рушниці.
Невдовзі Георгій Абашидзе зупинив вторгнення картлійського царя Іраклія. Він домовився з вельможами Іраклія, які переконали свого царя повернутись до Картлі. Мамія ж не мав реальної влади над прибутками й володіннями в Імереті: усім керували Георгій Абашидзе та його дочка Тамара. 1702 Мамія Гурієлі відмовився від трону та виїхав до Гурії.
Того ж року Георгій Абашидзе зайняв престол. У перші ж роки свого правління Абашидзе спустошив територію Абхазії. З часом він припинив сплачувати данину ахалциському паші. Турецький султан Мустафа наказав ерзурумському паші Халілу піти походом на Імереті й посадити на трон Георгія, молодшого брата царя Симона. Князі Гурієлі та Дадіані погодились надати Георгію Абашидзе військову допомогу. Втім, князь Мамія Гурієлі зрадив Абашидзе та перейшов на бік османів. Турки-османи розграбували область Аргветі, вотчину Абашидзе. Після смерті османського султана Мустафи II та вступу на трон Ахмеда III турецьке командування припинило воєнні дії в Імеретії. Георгій Абашидзе уклав з турками перемир'я.
На вимогу турків Абашидзе усиновив і став опікуном Георгія, сина покійного царя Олександра IV. Порта визнала Георгія VII новим царем.
1703 року після відступу турецьких військ з Імеретії та Гурії Георгій Абашидзе знову захопив царський престол. Георгій VII, остерігаючись Абашидзе, сховався у фортеці Кутаїсі.
1707 року за сприяння царя Картлі мтавар Шошота Еріставі й католикос перейшли на бік Георгія VII та проголосили його новим царем.
1709 року на бік царя Георгія VII перейшли сини Георгія Ліпартіані, а потім і племінники Георгія Абашидзе. Після тривалої збройної боротьби Георгій Абашидзе відступив до Картлі.
Зрештою картлійський цар зміг примирити Георгія VII та Георгія Абашидзе. Сам Абашидзе повернувся до Імеретії.
1722 року князь Георгій Абашидзе виїхав до двору картлійського царя Вахтанга VI, де й помер у жовтні 1722 року.

## Діти
- Паата (пом. 1742)
- Леван
- Єлена, з 1698 року дружина князя Гурії Мамії Гурієлі, розлучились 1711
- Тамара (пом. 1708), 1-й чоловік з 1691 року — цар Імеретії Олександр IV, 2-й чоловік з 1696 року — цар Георгій V Гочашвілі, 3-й чоловік з 1700 — Георгій Ліпартіані, князь Мегрелії (1691–1704, 1710–1715)
- Аніка (Анна) (пом. 1731), з 1698 року дружина царя Симона, розлучені з 1701 року
- дочка, з 1712 року дружина царя Імеретії Георгія VII, розлучені з 1713 року
- Маріам, з 1717 року дружина князя Вахушті Багратіоні (1696–1772), позашлюбного сина картлійського царя Вахтанга VI.